# Frangipani
Frangipani, även kallad tempelblomma, en art i familjen oleanderväxter som förekommer naturligt från Mexiko till Guyana och Ecuador. Arten har planterats och naturaliserats på många håll i tropikerna och odlas även som krukväxt i Sverige.
Tempelblomma är ett städsegrönt träd, 3–4 m högt. Grenarna blir 2–3 cm tjocka, suckulenta. Bladen är spiralställda och har långa bladskaft, de är äggrunda till avlånga, cirka 15–30 cm långa och 5–10 cm breda, spetsiga till utdraget spetsiga i båda ändar. Bladöversidan är kal, matt eller daggig och bladundersidan är något hårig. Mittnerven är kraftig. Blomställningen är ett toppställt knippe med två eller tre förgreningar. Blommorna är doftande. Fodret är litet, utan körtlar. Kronan är trattformad, cirka 2–5 cm i diameter, vit, gulaktig, rosaröd till purpurrosa med gult svalg, ofta med rödtonad utsida oavsett färg.
Arten liknar glansfrangipani (P. obtusa), men den arten har glänsande bladöversidor och rundade bladspetsar. En annan liknande art är smalbladig frangipani (P. alba) vars blad är 0,5–1,5 cm breda.

Exempel på färgvarianter av blommande frangipani
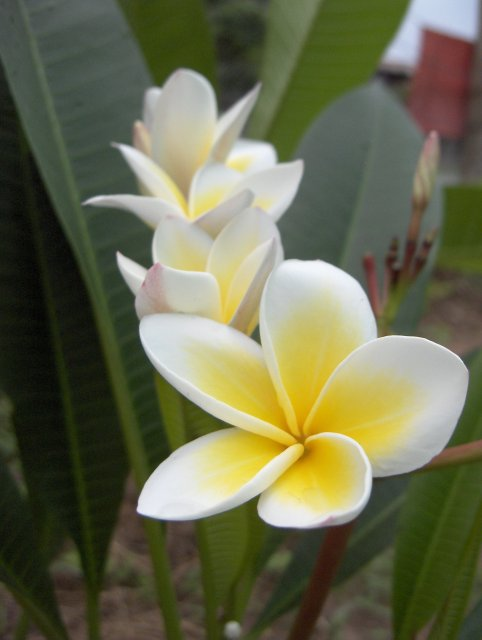
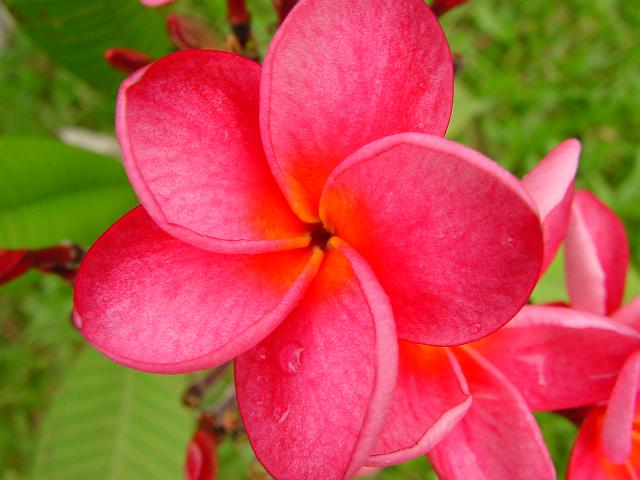
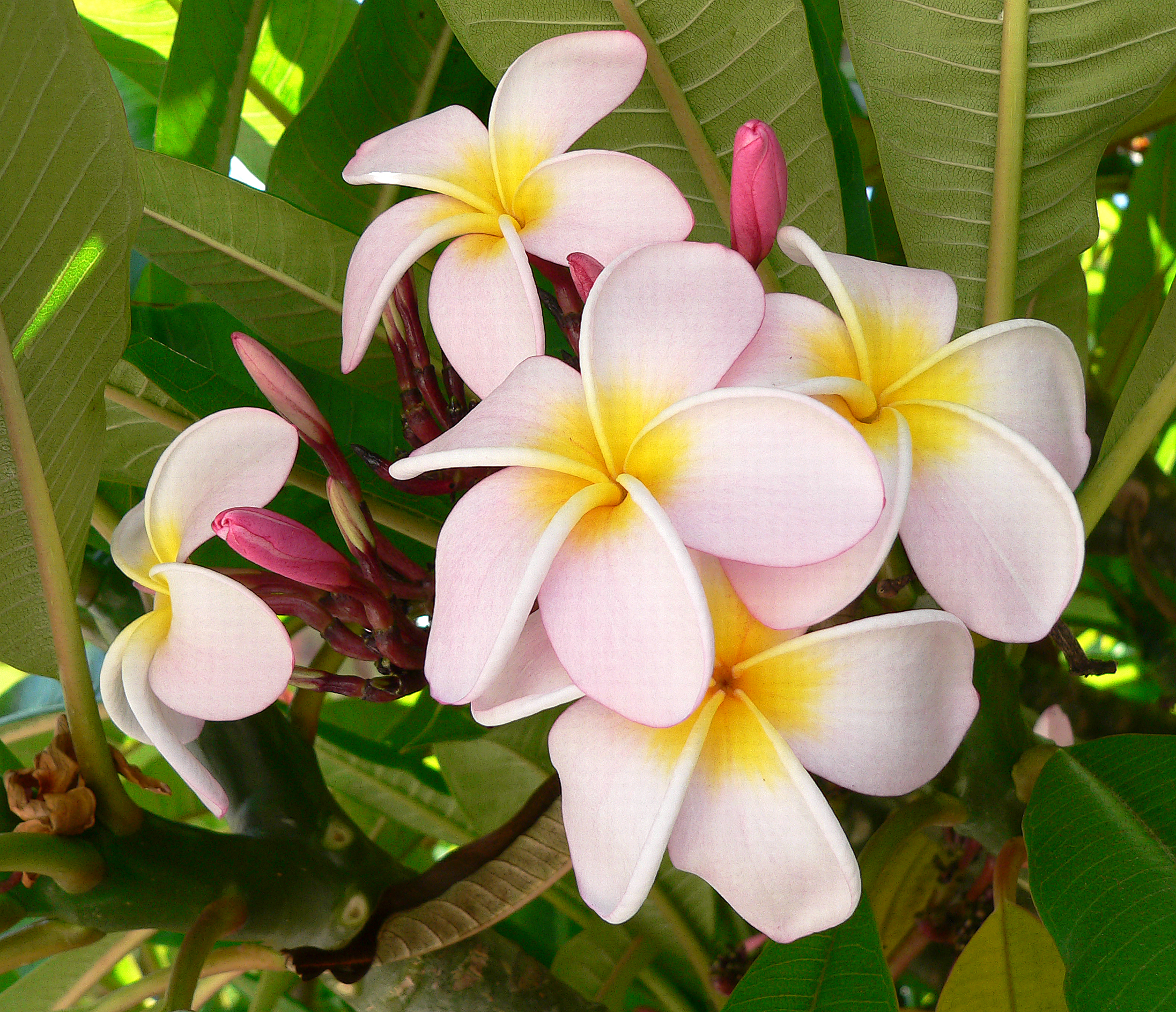